# Fairey Campania
Le Fairey Campania était un avion de reconnaissance/patrouille maritime embarqué britannique qui servit durant la Première Guerre mondiale et la Guerre civile russe. Biplan biplace équipé avec deux flotteurs principaux et un autre sous la dérive arrière, le Campania a été le premier avion conçu spécialement pour opérer à partir d'un navire, le HMS Campania.

## Conception et développement

### HMSCampania

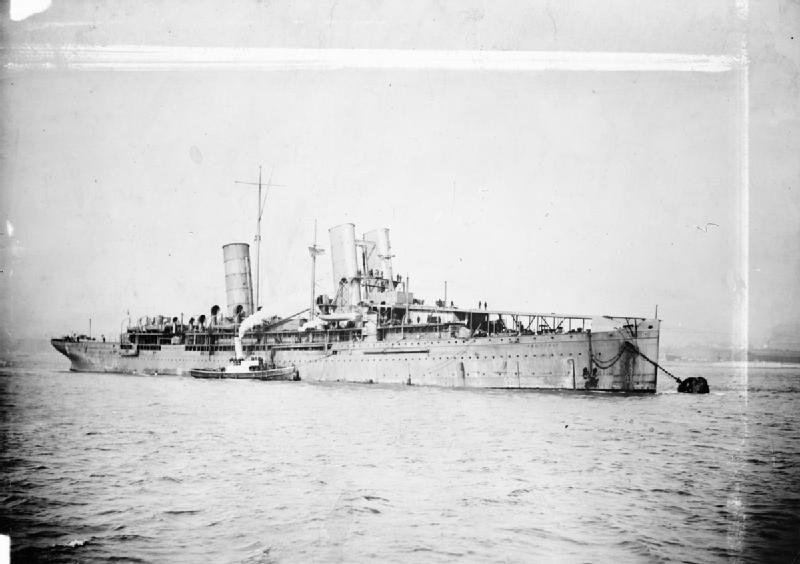
Le Campania en 1914, avant sa transformation.

Dans les prémices de l'aviation navale, les hydravions étaient déposés par une grue de leur navire transporteur sur l'eau pour pouvoir décoller. Ce processus long et fastidieux, se révélait particulièrement dangereux en période de guerre face aux sous-marins ennemis du fait de l'immobilisation du navire transporteur. Il y avait en outre de fréquents accidents lors de décollage sur mer agitée. Afin de trouver une alternative à cette procédure, l'Amirauté britannique acheta en octobre 1914 un ancien paquebot transatlantique de la société Cunard Line, le RMS Campania, dans le but de le convertir en transport d'hydravion avec piste.
Le HMS Campania fut mis en service en avril 1915, après avoir été équipé d'un pont d'envol de 120 pieds (36,58 m) situé au-dessus du gaillard avant et d'une capacité d'emport de 10 appareils.
Il fut rapidement mis en lumière qu'un pont plus long était nécessaire pour le décollage d'appareils plus grands. Le navire fut donc largement modifié pour permettre l'installation d'un pont de 200 pieds de long.
Les appareils étaient acheminés sur ce pont d'envol sur des chariots à roues qui se séparaient des flotteurs lors du décollage. Le chariot largable était ensuite récupéré pour être réutilisé. Pour le retour, l'hydravion amerrissait alors normalement près du navire et était ensuite hissé à bord. Le premier décollage réussi avec un chariot fut réalisé, le 6 août 1915, avec un biplan Sopwith piloté par le Lt William Lawrie-Welsh (qui devient par la suite Maréchal de l'Air).
L'Amirauté, en se basant sur ces expérimentations, publia un appel d'offres pour un hydravion biplace de patrouille maritime pouvant opérer à partir de ce type de navire.

### F.16
La Fairey Aviation Co ldt fut fondé en 1915 par Charles R. Fairey (anciennement ingénieur en chef chez Short Brothers située à Rochester). Fort de son expérience de production en sous-traitance de l'hydravion Short Type 827 (en), le bureau d'étude de Fairey, avec à sa tête F. Duncanson, présenta son projet d'hydravion monomoteur en réponse à l'appel d'offres de la Royal Navy : Le F.16.
Le Fairey F.16 a été spécialement conçu pour pouvoir être opéré à partir du HMS Campania, avec des dimensions par exemple adaptées aux portes des hangars. Le nom de Campania lui fut attribué ainsi qu'à toutes ses versions ultérieures.
Propulsé par un moteur V12 à refroidissement liquide Rolls-Royce IV de 250 ch (désigné plus tard comme Eagle IV ), le Fairey F.16 était un hydravion biplan biplace à flotteurs. Le fuselage de section rectangulaire, était construit à partir de longerons en bois sur lesquelles était encollée de la toile. Seule la partie avant accueillant le moteur était construite en métal. Le radiateur (plus tard deux suivant le type de moteur) était fixé sous le moteur, le collecteur d'échappement arrivant au-dessus du plan principal. Le réservoir était installé entre le moteur et le poste de pilotage. Les ailes (pouvant être repliées) étaient elles aussi constituées de longerons en bois recouverts de tissu. Cependant afin d'assurer une certaine rigidité, l'aile supérieure était renforcée avec des tubes et des lames d'acier. Seul ce plan supérieur était équipé d'ailerons de gouverne. Les deux plans étaient reliés par des mats de section triangulaire. Les deux flotteurs principaux étaient construits en bois renforcés de 6 entretoises métalliques avec une petite aile entre les deux "jambes". Les petits flotteurs installés au ras de l'extrémité du plan inférieur et sous la dérive étaient en bois. L'armement était constitué d'une mitrailleuse Lewis de calibre .303 British sur montage Scarff maniée par l'observateur et la possibilité d'emport de 2 bombes de 30 kg sous les ailes.
L'Amirauté commanda auprès de Fairey une présérie de 10 appareils, immatriculés N1000 à 1009. Le 16 février 1917, le prototype F.16 (N1000) effectua son premier vol avec Sydney Pickles (pilote d'essai chez Short Bros.) aux commandes au-dessus de la Hamble. La Royal Navy prit possession de l'appareil en juillet de la même année afin de conduire des tests poussés au Marine Depot Experimental Aircraft à Port Victoria (Isle of Grain, Kent, Angleterre).

### F.17
Le deuxième prototype (N1001) reçut un certain nombre d'améliorations : un profil de l'aile amélioré, une dérive plus fine, le(s) radiateur(s) remplacé par un radiateur frontal moins encombrant et plus efficace, la taille des ailerons augmentée pour aller au-delà du bord de fuite de l'aile, les mats soutenant les ailes ont été dotés d'une section rectangulaire plus solide en cas de torsion latérale des ailes, la taille des flotteurs d'ailes a été réduite pour assurer une meilleure stabilité sur l'eau, l'ailette a été agrandie vers l'avant des deux flotteurs principaux et l'installation d'un moteur Rolls-Royce V (désigné plus tard Eagle V) de 275ch. Cette variante fut désignée Fairey Campania F.17. Le F.17 vola pour la première fois le 3 juin 1917 avec toujours Pickles aux commandes, sa vitesse au niveau de la mer était de 145 km/h soit 8 km/h de mieux que le F.16.
Le F.16 n'était probablement pas équipé de points d'attache pour bombes, bien que les comptes rendus d'essais de la Navy publiés en juillet 1917 décrivent une possibilité d'emport militaire de 317 kg (mitrailleuse Lewis et ses munitions plus deux bombes de 92 kg. Le F.17 quant à lui avait été conçu pour embarquer 1 000 kg de carburant et charges offensives. Cette charge devait être constituée de 4 bombes de 50 kg installées sur une longue poutre suspendue sous le fuselage.
La variante F.17 fut la plus produite de tous les Fairey Campania avec 36 appareils au total équipés de moteurs Rolls-Royce Eagle IV, V, VII, VIII allant de 260 ch à 345 ch (en raison de diverses pénuries d'approvisionnement). Et parmi ces 36 appareils, 12 ont été construits par Barclay, Curie & Co Ltd basé Whiteinch, près de Glasgow.

### F.22
Du fait de la pénurie de moteurs Rolls-Royce Eagle, les appareils suivant la construction du N1006 furent équipés de moteurs V12 à refroidissement liquide Maori Sunbean II . Cette série d'appareils sera désignée sous la variante F.22 du Campania. l'installation de ce nouveau moteur se caractérise par une seule ligne d'échappement visible (au lieu de deux) arrivant au-dessus du plan supérieur, un radiateur frontal pour les premiers F.22 qui sera par la suite remplacé sur les derniers par un grand radiateur à volet réglable à la suite d'une demande de tropicalisation du Campania par l'Amirauté.
Les moteurs Rolls-Royce redevenant disponibles, la variante F.17 sera remis en production à la place de la F.22
Au total, 25 F.22 (immatriculés de N2375 à N2399) furent produits par Fairey.

## En service
Le HMS Campania reçut ses premiers F.17 (6 appareils) en 1917 et l'année suivante ce sont les porte-avions légers HMS Nairana (5) et HMS Pegasus (9) qui en furent équipés. Seul le HMS Campania possédait un pont d'envol (avec chariot), les autres navires devaient procéder de manière traditionnelle en débarquant les appareils sur l'eau pour le décollage.
En aout 1918, durant l'intervention britannique lors de la guerre civile russe, 5 Fairey F.17 (et 2 chasseurs Sopwith Camel) du HMS Nairana participèrent à ce qui pourrait être considéré comme la première opération combinée terrestre, aérienne et navale de l'histoire militaire. Les forces terrestre et navales alliées réussirent à repousser les bolcheviks en dehors des fortifications de l'ile de Modyugski (située à l'entrée de la rivière Dvina en Russie). Les Fairey Campania procédèrent à des missions de reconnaissance avancées au-dessus de l'Arkhangelsk. L'apparition des Campania firent paniquer les troupes bolcheviques qui prirent la fuite. Les Fairey du HMS Nairana participèrent aussi en automne 1918 à des missions contre les positions des Gardes Blancs finlandais à Kalevala .
Les 25 F.22, équipés de moteurs Maori, furent principalement assignés à des missions de surveillance côtière à partir des bases RNAS de Bembridge, Calshot, Dundee, Portland, Rosyth et Scapa Flow en équipe avec des Short Type 184. Le Fairey Campania, qui avait une bonne réputation au sein des équipages de l'ARN et de la RAF, était considéré comme un avion agréable à piloter sur des longues patrouilles. Il fut cependant déclaré obsolète et retiré du service actif lors de la dissolution des derniers squadronsen aout 1919.
Sur les 170 avions originellement commandés, qui devaient être produits par Fairey (50 appareils en 2 livraisons), par Barclay Curie and Company (50) et par Frederick Sage and Company/Sunbeam Motor Car Company (70), seuls 62 furent livrés  dont 42 étaient opérationnels fin octobre 1918.. Le HMS Campania quant à lui sombra dans l'estuaire du fleuve Forth en Écosse (Firth of Forth) en novembre 1918 lors d'une tempête.

## Variantes
- F.16 : équipé avec un moteur Rolls-Royce Eagle IV de 250 ch. 1 exemplaire produit
- F.17 : équipé avec un moteur Rolls-Royce Eagle V de 275 ch ou Eagle VIII de 345 ch. 36 exemplaires produits.
- F.22 : équipé avec un moteur Sunbeam Maori (en) II de 260 ch. 25 exemplaires produits.

## Utilisateurs
Royaume-Uni
- Royal Air Force
  - No. 240 Squadron RAF (en)
  - No. 241 Squadron RAF (en)
  - No. 253 Squadron RAF (en)
- Royal Naval Air Service
  - RNAS Bembridge
  - RNAS Calshot
  - RNAS Cherbourg
  - RNAS Dundee
  - RNAS Newhaven
  - RNAS Portland
  - RNAS Rosyth
  - RNAS Scapa Flow
  - HMS Campania
  - HMS Nairana (en)
  - HMS Pegasus (en)